# 4118 Sveta
A 4118 Sveta (ideiglenes jelöléssel 1982 TH3) a Naprendszer kisbolygóövében található aszteroida. Ljudmilla Vasziljevna Zsuravljova fedezte fel 1982. október 15-én.
Névadója Szvetlana Jevgenyjevna Szavickaja.